# Stephen Rea
Pour les articles homonymes, voir Rea.
Stephen Rea, né le 31 octobre 1946 à Belfast (Irlande du Nord), est un acteur irlandais.

## Biographie

### Carrière
Formé à l'Abbey Theatre de Dublin, à la fin des années 1970, il joue dans la société Focus à Dublin avec Gabriel Byrne et Colm Meaney. Au cours de l'interdiction de la diffusion sur le Sinn Féin imposée par le gouvernement de Margaret Thatcher, il fut contacté pour mettre ses talents d'acteur au service sur le mouvement indépendantiste. Après être apparu sur la scène, à la télévision et au cinéma pendant de nombreuses années en Irlande et en Grande-Bretagne, Rea a attiré l'attention internationale quand il a été nommé pour l'Oscar du meilleur acteur et le BAFTA du meilleur acteur pour le film The Crying Game. Il a par la suite fréquemment collaboré avec le réalisateur irlandais Neil Jordan ; notamment dans Entretien avec un vampire, Michael Collins, Breakfast on Pluto ou encore Ondine. Rea a longtemps été associé à quelques-uns des écrivains les plus importants en Irlande. Son association avec le dramaturge Stewart Parker par exemple, a commencé quand ils étaient étudiants ensemble à l'Université Queen's.
Rea a aidé à établir le Field Day Theatre Company en 1980 avec Tom Paulin, Brian Friel, Seamus Heaney et Seamus Deane. En reconnaissance de sa contribution au théâtre et arts de la scène, Rea a reçu des doctorats honorifiques de l'université Queen's de Belfast et de l'université d'Ulster en 2004. Il a également été remarqué pour son interprétation du rôle de l'inspecteur Eric Finch dans le film dystopique V pour Vendetta, notamment pour son implication dans le monde de l'activisme indépendantiste irlandais.

### Vie privée
Rea est né à Belfast dans une famille de quatre enfants d'une classe ouvrière presbytérienne, il a suivi les cours de l'Université Queen's de Belfast. Rea fut marié de 1983 à 2003, à une ancienne activiste de l'Armée républicaine irlandaise provisoire, Dolours Price, dont il a eu deux enfants. Il réside aujourd'hui à Dublin, en Irlande et est l'un des ambassadeurs pour l'Irlande de l'UNICEF.

## Filmographie

### Cinéma
- 1982 : Angel, de Neil Jordan
- 1984 : La Compagnie des loups, de Neil Jordan : Le jeune groom
- 1985 : Le Docteur et les Assassins, de Freddie Francis : Timothy Broom
- 1990 : Life Is Sweet, de Mike Leigh : Patsy
- 1992 : The Crying Game, de Neil Jordan : Fergus
- 1994 : Angie, de Martha Coolidge : Noel Riordan
- 1994 : Entretien avec un vampire, de Neil Jordan : Santiago
- 1994 : Prêt-à-porter, de Robert Altman : Milo O'Brannigan
- 1995 : Between the Devil and the Deep Blue Sea, de Marion Hänsel
- 1995 : All Men Are Mortal d'Ate de Jong
- 1995 : Citizen X, de Chris Gerolmo : Le lieutenant Viktor Burakov
- 1996 : Trojan Eddie, de Gillies MacKinnon : Trojan Eddie
- 1996 : The Last of the high kings, de David Keating : le chauffeur de taxi
- 1996 : Michael Collins, de Neil Jordan : Ned Broy
- 1996 : Le Garçon boucher (Butcher Boy), de Neil Jordan : Benny Brady
- 1997 : Escape (A Further Gesture) de Robert Dornhelm : Sean Dowd
- 1997 : Hacks de Gary Rosen : Brian
- 1997 : Double Frappe, de Greg Yaitanes : Cypher
- 1998 : Still Crazy : De retour pour mettre le feu, de Brian Gibson : Tony Costello
- 1998 : Premonitions, de Neil Jordan : Docteur Silverman
- 1999 : The Life before this, de Jerry Ciccoritti : Brian
- 1999 : I Could Read the Sky, de Nicola Bruce
- 1999 : Guinevere, de Audrey Wells : Connie
- 1999 : La Fin d'une liaison, de Neil Jordan : Henry Miles
- 2000 : La Vie à la folie, de John Carney : le Dr Figure
- 2001 : D'Artagnan, de Peter Hyams : Richelieu
- 2002 : Evelyn, de Bruce Beresford : Michael
- 2002 : Terreur.point.com, de William Malone : Alistair Pratt
- 2003 : Memories, de Roland Suso Richter : le docteur Newman
- 2003 : Proud, de Mary Pat Kelly : Barney Garvey
- 2003 : Bloom, de Sean Walsh : Leopold Bloom
- 2004 : Le Bon pasteur, de Lewin Webb : McCaran
- 2004 : Control, de Tim Hunter : Arlo
- 2005 : Breakfast on Pluto, de Neil Jordan : Bertie le magicien
- 2005 : V pour Vendetta, de James McTeigue : Inspecteur Finch
- 2005 : Tara Road, de Gillies MacKinnon : Colm
- 2006 : Sisters de Douglas Buck : Philip Lacan
- 2007 : Stuck de Stuart Gordon
- 2007 : Jusqu'à la mort (Until Death) de Simon Fellows
- 2007 : Les Châtiments de Stephen Hopkins
- 2009 : Espion(s) de Nicolas Saada
- 2009 : Child of the Dead End (documentaire) : l'écrivain Patrick MacGill (1889 – 1963)
- 2009 : Nothing Personal de Urszula Antoniak : Martin
- 2009 : Ondine de Neil Jordan : le prêtre
- 2009 : The Heavy
- 2011 : Blackthorn de Mateo Gil : Mackinley
- 2011 : Stella Days de Thaddeus O'Sullivan : Brendan Mc Sweeney
- 2012 : Werewolf : La Nuit du loup-garou (Werewolf : The beast among us) : Docteur
- 2012 : Underworld : Nouvelle Ère (Underworld: Awakening) de Måns Mårlind et Björn Stein : Dr Jacob Lane
- 2018 : Greta de Neil Jordan : Brian Cody
- 2018 : The Renegade de Lance Daly : Conneely
- 2023 : Le Club des miracles (The Miracle Club) de Thaddeus O'Sullivan : Frank Dunne

### Téléfilm
- 1996 : Le Crime du siècle (Crime of the Century) (téléfilm) de Mark Rydell : Bruno Hauptmann
- 2011 :Roadkill : Seamus

#### Séries télévisées
- 1974: Thriller de Brian Clemens: épisode "K Is For Killing" (Arden Buckley)

```
2011
 : 
The Shadow Line
 : Gatehouse
```

- 2011 : New York, unité spéciale (saison 11, épisode 3) : Callum Donovan
- 2013 : Utopia : Coran Letts
- 2014 : The Honourable Woman, de Hugo Blick (en) : Sir Hugh Hayden-Hoyle
- 2015 : Dickensian  : Inspecteur Bucket
- 2016 : Guerre et Paix (mini-série) : Prince Basile Kouraguine
- 2018 : Counterpart de Justin Marks : Alexander Pope
- 2019 : Thanksgiving (mini-série) de Nicolas Saada
- 2020 : Intimidation (mini-série) : Martin Killane
- 2022 : The English (mini-série) : Shériff Robert Marshall

## Voix francophones
En France, Philippe Peythieu est la voix régulière de Stephen Rea.
En France
| - Philippe Peythieu dans : - Entretien avec un vampire - Michael Collins - Prémonitions - Confession secrète - V pour Vendetta - Ma finale 66 (en) - Les Châtiments - New York, unité spéciale (série télévisée) - Werewolf : La Nuit du loup-garou (téléfilm) - Underworld : Nouvelle Ère - Stella Days - The Honourable Woman (série télévisée) - Greta - Intimidation (mini-série) - Prime Target (en) (série télévisée) - Gabriel Le Doze dans : - Terreur.point.com - Jusqu'à la mort | Et aussi - Richard Darbois dans La Compagnie des loups - Bruno Wolkowitch dans Prêt-à-porter - Lionel Henry dans Angie - Vincent Grass dans Still Crazy : De retour pour mettre le feu - Bernard Alane dans La Fin d'une liaison - Patrick Préjean dans D'Artagnan - Bernard Gabay dans Evelyn - Yves Fabrice dans Memories - Denis Boileau dans Control - Patrick Donnay dans Breakfast on Pluto - Philippe Siboulet dans The Heavy (en) - Frédéric Cerdal dans Stuck - Antoine Tomé dans Blackthorn - Patrick Osmond dans Guerre et Paix (mini-série) - François Dunoyer dans Flesh and Blood (en) (mini-série) - Gérard Darier dans The English (mini-série) - Benoît van Dorslaer dans Le Club des miracles |

Au Québec
| - Jacques Lavallée dans : - L'Histoire de mon père - Le Mousquetaire - Terreur.point.com - Le Bon Pasteur - Ondine - Jean-Marie Moncelet dans : - Le Cri des larmes - Entretien avec un vampire | - Pierre Auger dans : - Le Garçon boucher - Evelyn - Luis de Cespedes dans : - V pour Vendetta - Au seuil de la mort Et aussi - Louis-Philippe Dandenault dans Contrôle - Alain Fournier dans Monde infernal : L'éveil |